# Ivan Puljić
Ivan Puljić (Rotimlja kod Stoca, 1. siječnja 1968.) hrvatski je glazbenik i katolički teolog.

## Životopis
Osnovnu je školu pohađao u rodnoj Rotimlji, a u Dubrovnik gdje završava klasičnu gimnaziju. Po odsluženju vojnog roka upisao je Teološki fakultet u Sarajevu. Kao student je bio član glazbene skupine VIS Emanuel. Zbog rata odlazi u Bol na Braču gdje se seli cjelokupan fakultet. Zadnju, šestu godinu studija završava na Katoličko – bogoslovnom fakultetu u Zagrebu.
Od 1996. – 1999. godine boravi u njemačkom Kasselu, gdje djeluje u Hrvatskoj katoličkoj misiji i predaje vjeronauk za mlade i odrasle te podučava glazbu. Vodio je glazbeni program na seminarima Zlatka Sudca u pastoralnom centru Betanija u Ćunskom na otoku Lošinju do 2009., a nakon toga je svirao na njegovim seminarima koji su se održavali širom svijeta.

## Diskografija
- Isus zove (1989., s Emanuelom)
- Radujte se s nama (1991., s Emanuelom)
- Po kamenom putu (1993., s Emanuelom)
- Zovem te da se vratiš (1996., s Emanuelom)
- Čovjek i njegov Bog (2003.)
- Pošalji dan (2005.)
- Poletjela riječ (2007.)
- Put, istina i život (2009., s Majom Blagdan i Zlatkom Sudcem)
- Ivan Puljić, sve najbolje 1 (2011., kompilacija)
- Ivan Puljić, sve najbolje 2 (2012., kompilacija)
- Za neki novi svijet (2013.)
- Moji duhovni dueti (2014.)

## Vanjske poveznice
- Službena stranica